# Tasztemir Eldarchanow

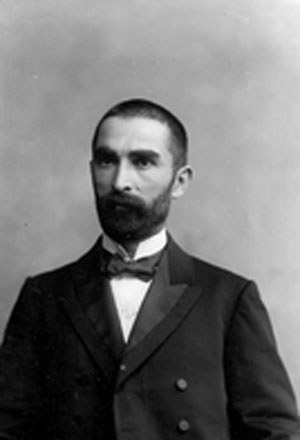
Tasztemir Eldarchanow

Tasztemir Elżurkajewicz Eldarchanow (ros. Таштеми́р Эльжурка́евич Эльдарха́нов, ur. 1 kwietnia 1870 we wsi Gechi w obwodzie terskim, zm. 1934) – czeczeński nauczyciel i polityk.

## Życiorys
W latach 1889–1893 studiował w Tyfliskim Instytucie Nauczycielskim, 1893-1905 pracował jako nauczyciel w Majkopie i Groznym, działał w partii kadetów, 1906-1907 był deputowanym I i II Dumy Państwowej. W latach 1907–1917 był nauczycielem w Baku, od 1920 należał do RKP(b), 25 kwietnia 1921 został przewodniczącym CIK Górskiej ASRR, od 1921 do stycznia 1923 był przewodniczącym Komitetu Wykonawczego Czeczeńskiej Rady Okręgowej, a od listopada 1922 sekretarzem odpowiedzialnym Biura Organizacyjnego KC RKP(b) na Czeczeński Obwód Autonomiczny. Od 1 lutego 1923 do 29 lipca 1924 był przewodniczącym Czeczeńskiego Komitetu Rewolucyjnego, od sierpnia 1924 do 27 września 1925 przewodniczącym Komitetu Wykonawczego Rady Obwodowej Czeczeńskiego Obwodu Autonomicznego, 1925-1929 przewodniczącym Rady Narodowościowej przy Komitecie Wykonawczym Północnokaukaskiej Rady Krajowej.